# Brachionus amazonicus
Brachionus amazonicus är en hjuldjursart som beskrevs av Koste 1983. Brachionus amazonicus ingår i släktet Brachionus och familjen Brachionidae. Inga underarter finns listade i Catalogue of Life.